# Воздвиженка (Покровский район)
Воздви́женка (укр. Воздвиженка) — село в Покровском районе Донецкой области Украины.
Население по переписи 2001 года составляло 381 человек. По информации правоохранителей, по состоянию на 17 июня 2024 года еще несколько человек не выехали из Воздвиженки.
Основным видом деятельности является сельское хозяйство, а также разведение крупнорогатого скота. 85 % взрослого населения занимается производством и продажей молочной продукции.
Дети обучаются в средней школе соседнего посёлка Новоалександровка, находящегося в 5 км.
1 января 2025 года в ходе битвы за Донбасс Вооружённые силы РФ взяли село под свой контроль.